# 灌叢軸孔珊瑚
灌叢軸孔珊瑚（学名：[Acropora microclados] 错误：{{Lang}}：文本有斜体标记（帮助））为軸孔珊瑚科軸孔珊瑚屬下的一个种。